# David di Donatello 2003
La 48a edició dels premis David di Donatello, concedits per l'Acadèmia del Cinema Italià va tenir lloc el 9 d’abril de 2003 a la Sala Sinopoli de l'Auditorium Parco della Musica de Roma. La gala fou presentada per Lorella Cuccarini i Massimo Ghini i transmesa per Rai Due.

## Guanyadors

### Millor pel·lícula
- La finestra di fronte, dirigit per Ferzan Özpetek
- Ricordati di me, dirigit per Gabriele Muccino
- L'imbalsamatore, dirigit per Matteo Garrone
- L'ora di religione, dirigit per Marco Bellocchio
- Respiro, dirigit per Emanuele Crialese

### Millor director
- Pupi Avati - Il cuore altrove
- Gabriele Muccino - Ricordati di me
- Marco Bellocchio - L'ora di religione
- Matteo Garrone - L'imbalsamatore
- Ferzan Özpetek - La finestra di fronte

### Millor director novell
- Daniele Vicari - Velocità massima
- Francesco Falaschi - Emma sono io
- Michele Mellara i Alessandro Rossi - Fortezza Bastiani
- Marco Simon Puccioni - Quello che cerchi
- Spiro Scimone e Francesco Sframeli - Due amici

### Millor argument
- Matteo Garrone, Massimo Gaudioso i Ugo Chiti - L'imbalsamatore
- Gabriele Muccino e Heidrun Schleef - Ricordati di me
- Anna Pavignano e Alessandro D'Alatri - Casomai
- Gianni Romoli e Ferzan Özpetek - La finestra di fronte
- Piero De Bernardi, Pasquale Plastino, Fiamma Satta i Carlo Verdone - Ma che colpa abbiamo noi
- Marco Bellocchio - L'ora di religione

### Millor productor
- Domenico Procacci - Respiro
- Domenico Procacci - Ricordati di me
- Elda Ferri - Prendimi l'anima
- Domenico Procacci - L'imbalsamatore
- Gianni Romoli e Tilde Corsi - La finestra di fronte

### Millor actriu
- Giovanna Mezzogiorno - La finestra di fronte
- Laura Morante - Ricordati di me
- Donatella Finocchiaro - Angela
- Valeria Golino - Respiro
- Stefania Rocca - Casomai

### Millor actor
- Massimo Girotti - La finestra di fronte
- Fabrizio Bentivoglio - Ricordati di me
- Roberto Benigni - Pinocchio
- Sergio Castellitto - L'ora di religione
- Neri Marcorè - Il cuore altrove
- Fabio Volo - Casomai

### Millor actriu no protagonista
- Piera Degli Esposti - L'ora di religione
- Monica Bellucci - Ricordati di me
- Nicoletta Romanov - Ricordati di me
- Serra Yılmaz - La finestra di fronte
- Francesca Neri - La felicità non costa niente

### Millor actor no protagonista
- Ernesto Mahieux - L'imbalsamatore
- Antonio Catania - Ma che colpa abbiamo noi
- Pierfrancesco Favino - El Alamein - La linea di fuoco
- Giancarlo Giannini - Il cuore altrove
- Kim Rossi Stuart - Pinocchio

### Millor músic
- Andrea Guerra - La finestra di fronte
- Banda Osiris - L'imbalsamatore
- Pivio e Aldo De Scalzi - Casomai
- Riz Ortolani - Il cuore altrove
- Nicola Piovani - Pinocchio

### Millor fotografia
- Daniele Nannuzzi - El Alamein - La linea di fuoco
- Maurizio Calvesi - Prendimi l'anima
- Gianfilippo Corticelli - La finestra di fronte
- Marco Onorato - L'imbalsamatore
- Dante Spinotti - Pinocchio
- Fabio Zamarion - Respiro

### Millor escenografia
- Danilo Donati - Pinocchio
- Paolo Bonfini - L'imbalsamatore
- Giantito Burchiellaro - Prendimi l'anima
- Marco Dentici - L'ora di religione
- Simona Migliotti - Il cuore altrove

### Millor vestuari
- Danilo Donati - Pinocchio
- Mario Carlini e Francesco Crivellini - Il cuore altrove
- Elena Mannini - Un viaggio chiamato amore
- Francesca Sartori - Prendimi l'anima
- Andrea Viotti - El Alamein - La linea di fuoco

### Millor muntatge
- Cecilia Zanuso - El Alamein - La linea di fuoco
- Claudio Di Mauro - Ricordati di me
- Patrizio Marone - La finestra di fronte
- Amedeo Salfa - Il cuore altrove
- Marco Spoletini - L'imbalsamatore

### Millor enginyer de so directe
- Andrea Giorgio Moser - El Alamein - La linea di fuoco
- Maurizio Argentieri - Casomai
- Gaetano Carito - Ricordati di me
- Gaetano Carito - Velocità massima
- Marco Grillo - La finestra di fronte

### Millor curtmetratge
- Racconto di guerra, dirigit per Mario Amura (ex aequo)
- Rosso fango, dirigit per Paolo Ameli (ex aequo)
- Radioportogutenberg, dirigit per Alessandro Vannucci
- Regalo di Natale, dirigit per Daniele De Plano
- Space off, dirigit per Tino Franco

### Millor pel·lícula estrangera
- El pianista (The Pianist), dirigit per Roman Polański
- Chicago (Chicago), dirigit per Rob Marshall
- Hable con ella, dirigit per Pedro Almodóvar
- The Hours (The Hours), dirigit per Stephen Daldry
- L'homme du train, dirigit per Patrice Leconte

### Premi David Scuola
- La finestra di fronte, dirigit per Ferzan Özpetek

### David especial
- Gregory Peck
- Isabelle Huppert